# Centaurus
Centaurus o el Centauro es una extensa constelación austral que se encuentra al norte de Crux y en el extremo norte de la Vía Láctea. Rodea la Cruz del Sur formando una de las más ricas asociaciones celestiales.

## Características destacables

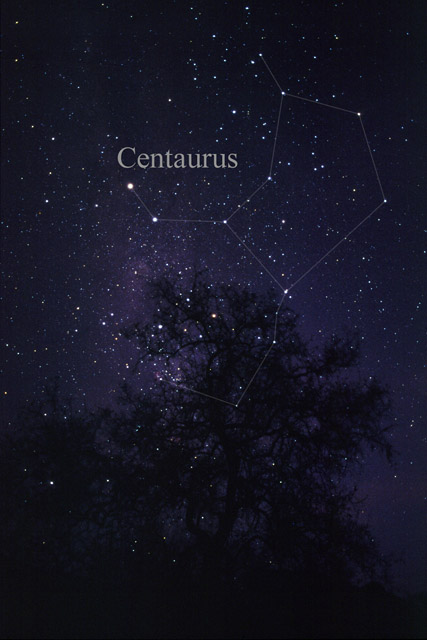
Constelación de Centaurus

En esta constelación se encuentra Próxima Centauri, la estrella más cercana al Sistema Solar, situada a sólo 4,243 años luz de distancia. Es una enana roja de tipo espectral M5.5Ve cuya luminosidad equivale al 0,16 % de la luminosidad solar. Aunque su luminosidad es muy baja, es una estrella fulgurante que sufre espectaculares aumentos de brillo debido a la actividad magnética.
De magnitud aparente +11,05, no es visible a simple vista.
Se conoce la existencia de al menos dos planetas en torno a Próxima Centauri; el más interno tiene al menos 0,26 veces la masa terrestre y completa una órbita cada 5,12 días.
El más externo, con una masa mínima ligeramente mayor que la masa terrestre, tiene un período orbital de 11,2 días.
Un tercer planeta mucho más alejado podría completar el sistema.
α Centauri, tercera estrella más brillante del cielo nocturno, es una binaria a la que Próxima Centauri parece estar gravitacionalmente ligada. Las dos estrellas que forman α Centauri son una estrella análoga solar de tipo G2V —llamada Rigil Kentaurus— y una enana naranja —Toliman—, cuyo período orbital alrededor del centro de masas común es de 79,9 años. Próxima Centauri se encuentra a  13 000 unidades astronómicas (UA) de la binaria.
β Centauri, oficialmente llamada Hadar, es otra estrella en la constelación de primera magnitud. Es un sistema estelar triple formado por tres estrellas blanco-azuladas. La componente principal es una binaria espectroscópica con un período de 357 días catalogada como gigante de tipo B1III; alrededor de ella, la tercera componente del sistema completa una órbita cada 182 años.
Le siguen en brillo Menkent (θ Centauri), gigante naranja de tipo K0IIIb con una temperatura efectiva de 4980 K y un radio 10,6 veces más grande que el del Sol, y γ Centauri, binaria con dos estrellas casi idénticas de tipo espectral A0 y A1 clasificadas como subgigantes. Debido a la elevada excentricidad orbital, la separación entre estas dos estrellas varía entre 8 y 67 UA durante el transcurso de su período orbital de 83,57 años.
ε Centauri es una caliente estrella azul de tipo espectral B1 y 24 000 K de temperatura superficial; es una variable Beta Cephei con una variación de brillo de apenas 0,02 magnitudes.
De hecho, muchas de las estrellas brillantes de Centaurus son de tipo espectral B, ya que pertenecen a la asociación estelar de Scorpius-Centaurus, la asociación estelar OB más cercana al Sol. Entre ellas, ζ Centauri y κ Centauri son sistemas binarios donde la componente principal es una subgigante de tipo B2IV o B2.5IV.
Algunas de ellas, como η Centauri, μ Centauri y ν Centauri, están rodeadas por un disco circunestelar relacionado con la rápida velocidad de rotación de la estrella (en el caso de η Centauri, igual o mayor que 326 km/s).
Por el contrario, estrellas como ξ² Centauri y ρ Centauri forman parte del llamado cinturón de Gould, anillo parcial de estrellas que incluye multitud de estrellas masivas y calientes de reciente formación. ρ Centauri tiene tipo espectral B3V y es 6,6 veces más masiva que el Sol.
ι Centauri y τ Centauri son estrellas blancas de la secuencia principal de tipo A2V y A1V respectivamente; la primera, con una masa doble que la del Sol, se encuentra rodeada por un disco de escombros similar al de Vega (α Lyrae).
ψ Centauri es una binaria eclipsante compuesta por una variable pulsante de tipo B9 y una estrella de tipo A2 cuyo período orbital es de 38,82 días.
Centaurus contiene varias variables interesantes. R Centauri es una variable Mira peculiar: su brillo varía entre magnitud +5,20 y +11,50 en un período de 501,8 días pero su curva de luz presenta un doble máximo, y, además, su período y amplitud han ido decreciendo continuamente a lo largo de los últimos 50 años.
UY Centauri es una variable semirregular y prototipo de las estrellas SC, estrellas muy frías con características intermedias entre las estrellas S y las estrellas de carbono; tiene una masa 20 veces mayor que la del Sol.
Otra variable semirregular es 2 Centauri (V806 Centauri), gigante roja de tipo espectral M5III con un diámetro 78 veces más grande que el del Sol.
Por otra parte, RR Centauri es una binaria de contacto cuyas dos componentes comparten su capa exterior de gas; las dos estrellas están separadas entre sí solo 3,94 radios solares o 0,018 UA.
SS Centauri es una «semidesprendida» —las dos componentes no están en contacto— así como una binaria eclipsante con un período de 2,4787 días.
a Centauri (V761 Centauri) es una estrella Bp químicamente peculiar que presenta una gran variación en la abundancia de helio, con dos hemisferios claramente diferenciados, uno rico en helio y otro pobre en este elemento. En este sentido, la Estrella de Przybylski (V816 Centauri) es una estrella peculiar extrema, con líneas espectrales fuertes de elementos lantánidos; es una estrella pulsante prototipo de las estrellas Ap de oscilaciones rápidas (roAp).
Otra estrella Ap, V827 Centauri, posee uno de los mayores campos magnéticos detectados, 17 300 veces mayor que el del Sol.
Otro objeto notable es la Estrella de Krzeminski (V779 Centauri), sistema binario eclipsante compuesto por una estrella de neutrones (Centaurus X-3) y una caliente gigante azul. La estrella de neutrones es un pulsar de rayos X con un período de 4,84 segundos.
De características muy distintas es la hipergigante amarilla V810 Centauri, variable pulsante 200 000 veces más luminosa que el Sol cuyo periodo de oscilación principal es de 156 días.

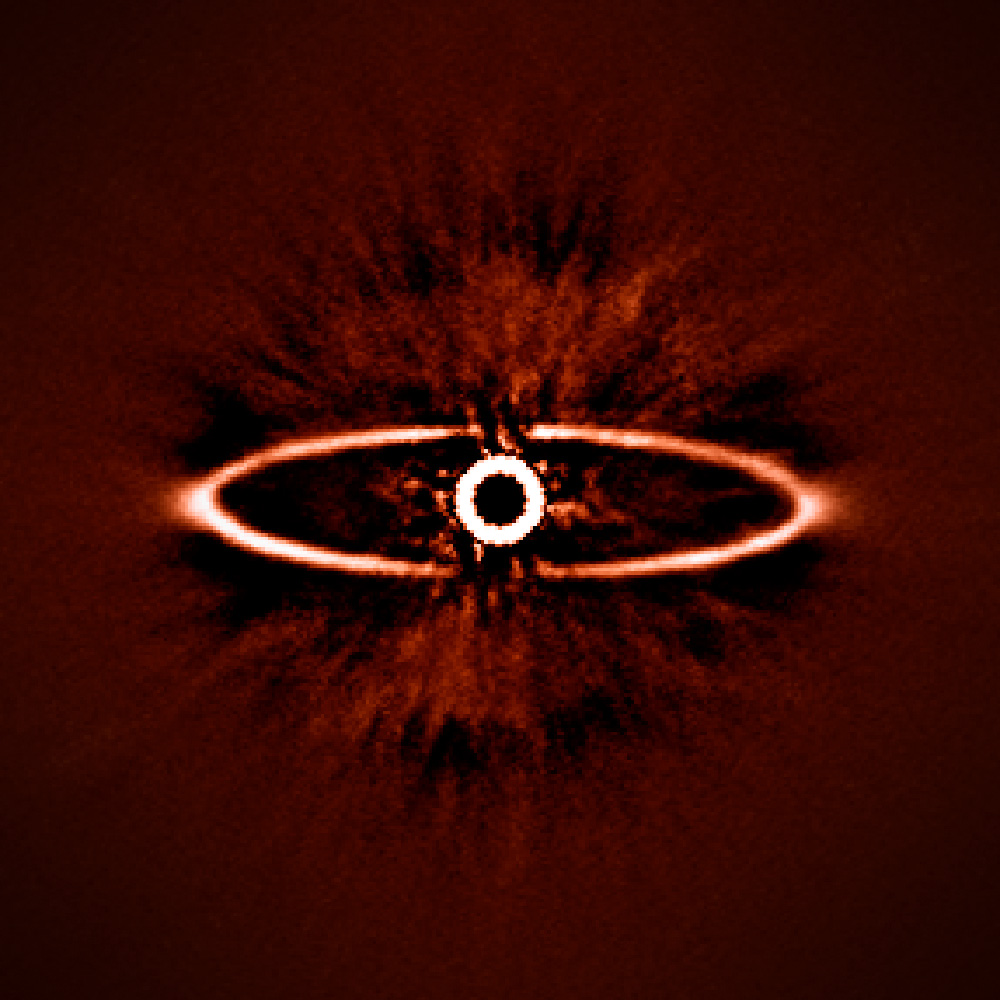
Disco circunestelar alrededor de HR 4796 A (imagen del VLT del ESO)

Además de Próxima Centauri, en esta constelación hay otras estrellas con sistemas planetarios.
HD 113538, una enana naranja de tipo espectral K9V considerablemente más fría y tenue que el Sol, tiene dos planetas semejantes al par Saturno-Júpiter, en este caso a 1,2 y 2,4 unidades astronómicas respectivamente.
Mucho más parecida al Sol es HD 114729, a cuyo alrededor se mueve un planeta con una masa igual o mayor al 95 % de la masa de Júpiter en una órbita excéntrica.
Igualmente, Dofida —nombre que designa a HD117618— es otra enana amarilla con un planeta extrasolar a 0,17 UA de la estrella.
Otra estrella semejante al Sol, HR 4523, alberga un planeta cuya masa es al menos 16 veces mayor que la de la Tierra y que completa una órbita cada 122 días; esta estrella forma un sistema binario amplio con una enana roja cuya separación actual es de 221 ua.
Por otra parte, en torno a la joven estrella HR 4796, de solo 8 millones de años de edad, se ha encontrado un disco protoplanetario que parece contener gránulos de materia orgánica compleja de tipo tolina.
WD 1310-472 es una solitaria y fría enana blanca en esta constelación, pues su temperatura es de sólo 4158 K. Como las enanas blancas no generan energía por fusión nuclear, su temperatura superficial va descendiendo con el tiempo, siendo la edad estimada de WD 1310-472 —como remanente estelar— de 8870 millones de años.

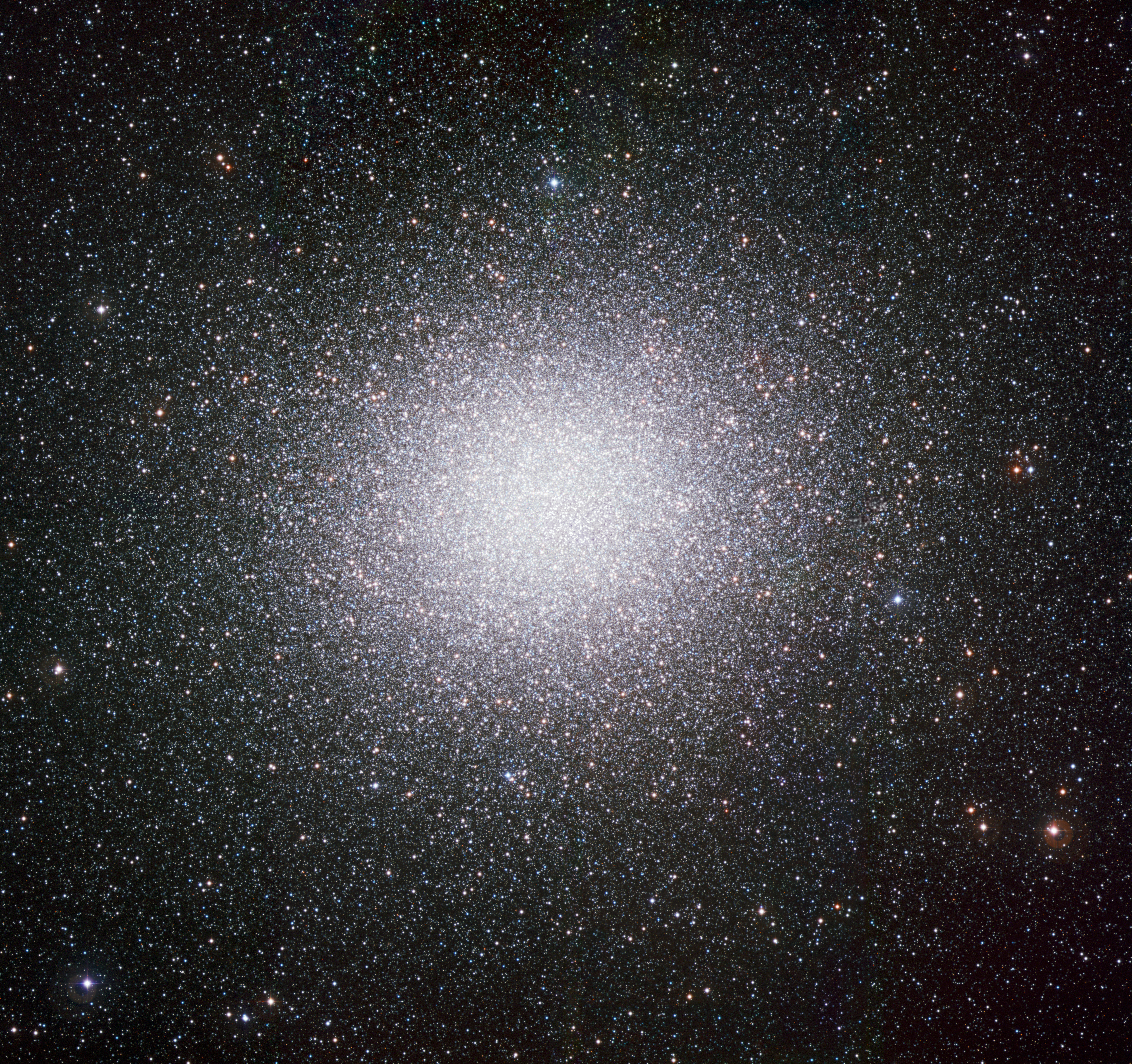
Cúmulo globular Omega Centauri. Créditos: ESO.

En Centaurus se localiza uno de los objetos peculiares del universo, la nebulosa Boomerang, una protonebulosa planetaria cuya temperatura es de tan sólo 1 K (−272 °C) —un grado por encima del cero absoluto—, la temperatura más fría que se ha registrado fuera de un laboratorio. Es el único objeto conocido con una temperatura inferior a la radiación de fondo de microondas.
Además, la constelación contiene dos nebulosas planetarias, NGC 3918 y NGC 5307, cuya estrella central tiene, en ambos casos, tipo espectral O. La estrella central de NGC 5307 tiene una temperatura de 86 000 K y es 5700 veces más luminosa que el Sol.
Entre los cúmulos estelares existentes en la constelación sobresale Omega Centauri (NGC 5139). Este cúmulo globular ya fue registrado por Ptolomeo, siendo redescubierto por Edmond Halley en 1677, quien lo identificó como objeto no-estelar. Se estima que contiene unos diez millones de estrellas y una masa total equivalente a cuatro millones de masas solares.
Es, además, el cúmulo globular más grande y brillante de la Vía Láctea, así como el cúmulo globular más luminoso de nuestra galaxia, siendo su luminosidad más de un millón de veces mayor que la del Sol.
Centaurus cuenta también con dos cúmulos abiertos: NGC 3766 o cúmulo de la Perla es un cúmulo relativamente joven —tiene una edad estimada de 14,4 millones de años— y se encuentra a unos 5700 años luz de la Tierra; por su parte, NGC 5460 es un cúmulo poco denso distante 2200 años luz con una edad estimada de 200 millones de años.
En esta constelación se pueden observar numerosas galaxias, entre las que destaca Centaurus A (NGC 5128), la quinta galaxia más brillante del cielo y una de las radiogalaxias más cercanas a la Tierra.
No existe consenso en cuanto a lo lejos que está: diversas fuentes la sitúan a una distancia comprendida entre 11 y 15 millones de años luz. En su núcleo hay un agujero negro supermasivo que expulsa chorros masivos de materia que emiten ondas de radio debido a radiación sincrotrón. Se piensa que en el pasado Centaurus A se fusionó con, al menos, una galaxia espiral.

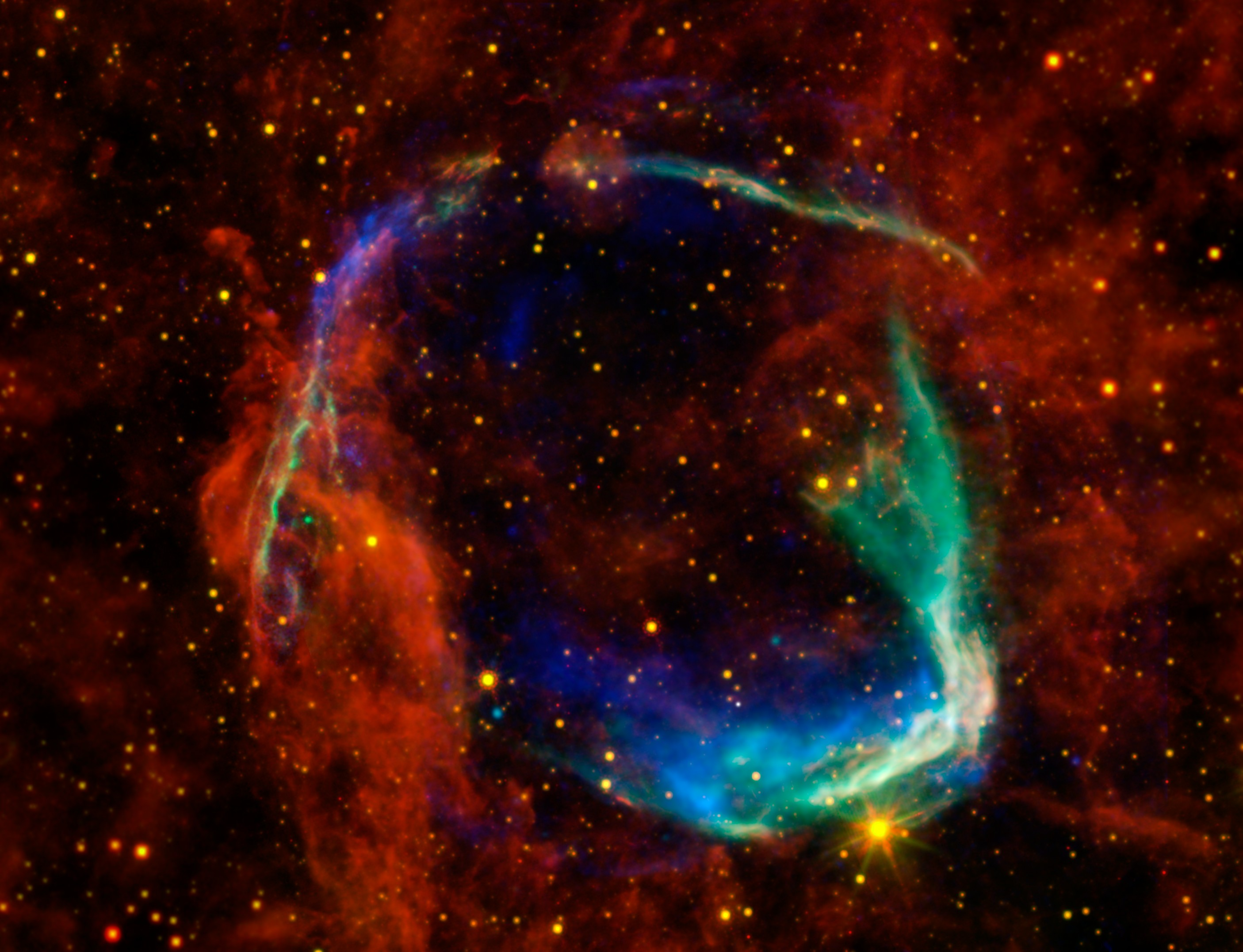
Imagen en infrarrojo de RCW 86, resto de la supernova SN 185

NGC 4945 es una galaxia de características similares a la Vía Láctea que se puede observar cerca de ζ Centauri distante 12,1 millones de años luz. Forma parte del cúmulo de Centauro, uno de los cúmulos de galaxias más cercano al nuestro. Otra galaxia espiral de este cúmulo, que desde nuestro punto de vista aparece de frente, es NGC 4622. Es un raro ejemplo de galaxia espiral con brazos apuntando en direcciones opuestas, probablemente como resultado de su interacción con otra galaxia en el pasado.
En el límite entre esta constelación y Circinus, cerca de α Centauri, se pudo observar a finales del año 185 una supernova hoy denominada SN 185. Registrada por astrónomos chinos el 7 de diciembre de aquel año,  se piensa que es la primera supernova de la que se tiene un registro histórico.
SNR G292.0+01.8 es un resto de una supernova que tuvo lugar hace unos 3000 años aproximadamente. Contiene al púlsar PSR J1124-5916 —uno de los púlsares más jóvenes y energéticos conocidos—, así como a la nebulosa formada por su viento estelar.

## Estrellas principales

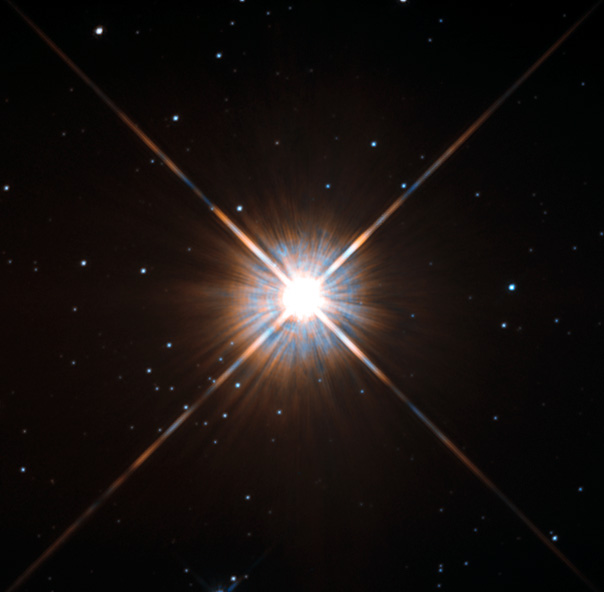
Imagen de Próxima Centauri, la estrella más cercana al sistema solar, obtenida por el telescopio espacial Hubble.

Tamaños relativos de la estrellas del sistema α Centauri en comparación al Sol (a la izquierda)

- α Centauri (Rigil Kentaurus), estrella de magnitud -0,01, la cuarta más brillante del cielo que se encuentra a sólo 4,37 años luz de la Tierra. Es un sistema estelar triple cuya estrella secundaria puede ser resuelta con telescopios de mediana apertura. La tercera componente, Próxima Centauri, es una enana roja con 1/7 del diámetro solar a una distancia de 4,2 años luz del Sol, lo que la convierte en la estrella más próxima a la Tierra (después del Sol).
- β Centauri (Hadar o Agena), segunda estrella más brillante de la constelación con magnitud 0,61 y la décima más brillante del cielo. Gigante azul situada a unos 390 años luz de distancia, tiene una compañera separada 1,3 segundos de arco. A su vez, la estrella principal es una binaria espectroscópica.
- γ Centauri, estrella doble visual cuyas componentes son dos estrellas blancas de igual brillo. Para su resolución se necesita un telescopio de al menos 150 milímetros de apertura.
- δ Centauri, de magnitud 2,60 es una estrella variable Gamma Cassiopeiae.
- ε Centauri, estrella azul caliente de magnitud 2,29, es una variable Beta Cephei con una variación de 0,02 magnitudes.
- ζ Centauri, de magnitud 2,55 es una estrella binaria espectroscópica.
- η Centauri, estrella blanco-azulada Be con un disco circunestelar alrededor. Es también una variable Gamma Cassiopeiae.
- θ Centauri (Menkent), con magnitud 2,06 es la tercera estrella más brillante de la constelación. A diferencia de otras estrellas de la constelación que son blanco-azuladas, Menkent es una gigante naranja ubicada a 61 años luz de la Tierra.
- ι Centauri, estrella blanca de magnitud 2,75 situada a 59 años luz de nuestro planeta. Al igual que Vega, posee un disco circunestelar a su alrededor.
- κ Centauri, estrella blanco-azulada con una tenue compañera de magnitud 11 a 3,9 segundos de arco.
- λ Centauri, gigante blanco-azulada de magnitud 3,12.
- μ Centauri, estrella blanco-azulada de magnitud 3,46 rodeada por un disco circunestelar.
- ν Centauri, estrella de magnitud 3,39 y variable Beta Cephei.
- ξ² Centauri, sistema estelar de magnitud 4,26 cuya estrella principal es una estrella blanco-azulada.
- ρ Centauri, estrella blanco-azulada de magnitud 3,96.
- σ Centauri, de casi igual brillo que la anterior, es también una estrella blanco-azulada.
- τ Centauri, estrella blanca de la secuencia principal de magnitud 3,85.
- ψ Centauri, binaria eclipsante de magnitud media 4,05.
- C2 Centauri, estrella Am de magnitud 5,26.
- j Centauri (HD 102776), estrella Be de magnitud 4,31.
- 1 Centauri, estrella blanco-amarilla de magnitud 4,23 y binaria espectroscópica.
- 2 Centauri, gigante roja y variable semirregular de magnitud media 4,19.
- 3 Centauri, binaria cuyas componentes están separadas 8 segundos de arco; la más brillante es una estrella químicamente peculiar.Curva de luz de la cefeida V Centauri

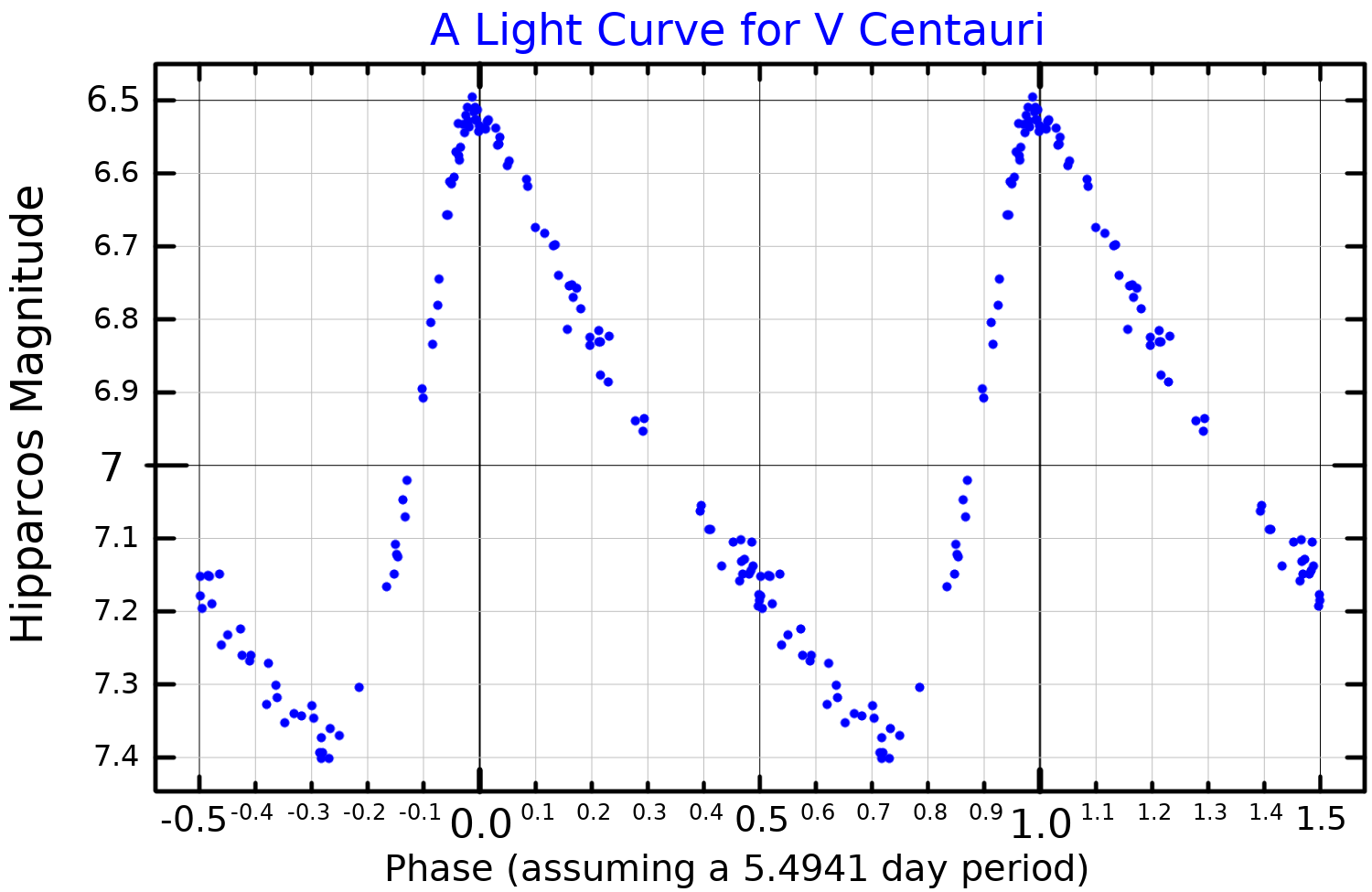
Curva de luz de la cefeida V Centauri

- R Centauri, variable Mira cuyo brillo oscila entre magnitud 5,2 y 11,5 en un período de 501,8 días.
- T Centauri, variable semirregular al norte de la constelación cuya magnitud varía entre 5,90 y 9,0.
- U Centauri, variable Mira de brillo variable entre magnitud 7 y 14 con un período de 220,28 días.
- V Centauri, variable cefeida cuya magnitud oscila entre 6,40 y 7,20 en un ciclo de 5 días y 11 horas.
- RR Centauri, binaria de contacto y binaria eclipsante de magnitud 7,45.
- SS Centauri, binaria eclipsante de magnitud 9,4.
- SV Centauri, variable W Ursae Majoris compuesta por dos estrellas calientes de tipo B.
- SZ Centauri, binaria eclipsante de magnitud 8,89 compuesta por dos estrellas blancas.
- TT Centauri, variable Mira con un período de 462 días.
- UY Centauri, variable semirregular y prototipo de las estrellas SC.
- XX Centauri, igualmente una cefeida cuya magnitud varía entre 7,30 y 8,31.
- V636 Centauri, binaria eclipsante de magnitud máxima 8,70.
- V761 Centauri (a Centauri), estrella blanco-azulada que exhibe una variabilidad extrema en cuanto a su abundancia de helio.
- V810 Centauri, estrella binaria cuya componente principal es una hipergigante amarilla.
- V824 Centauri (HD 114365), estrella Ap y variable Alfa2 Canum Venaticorum.

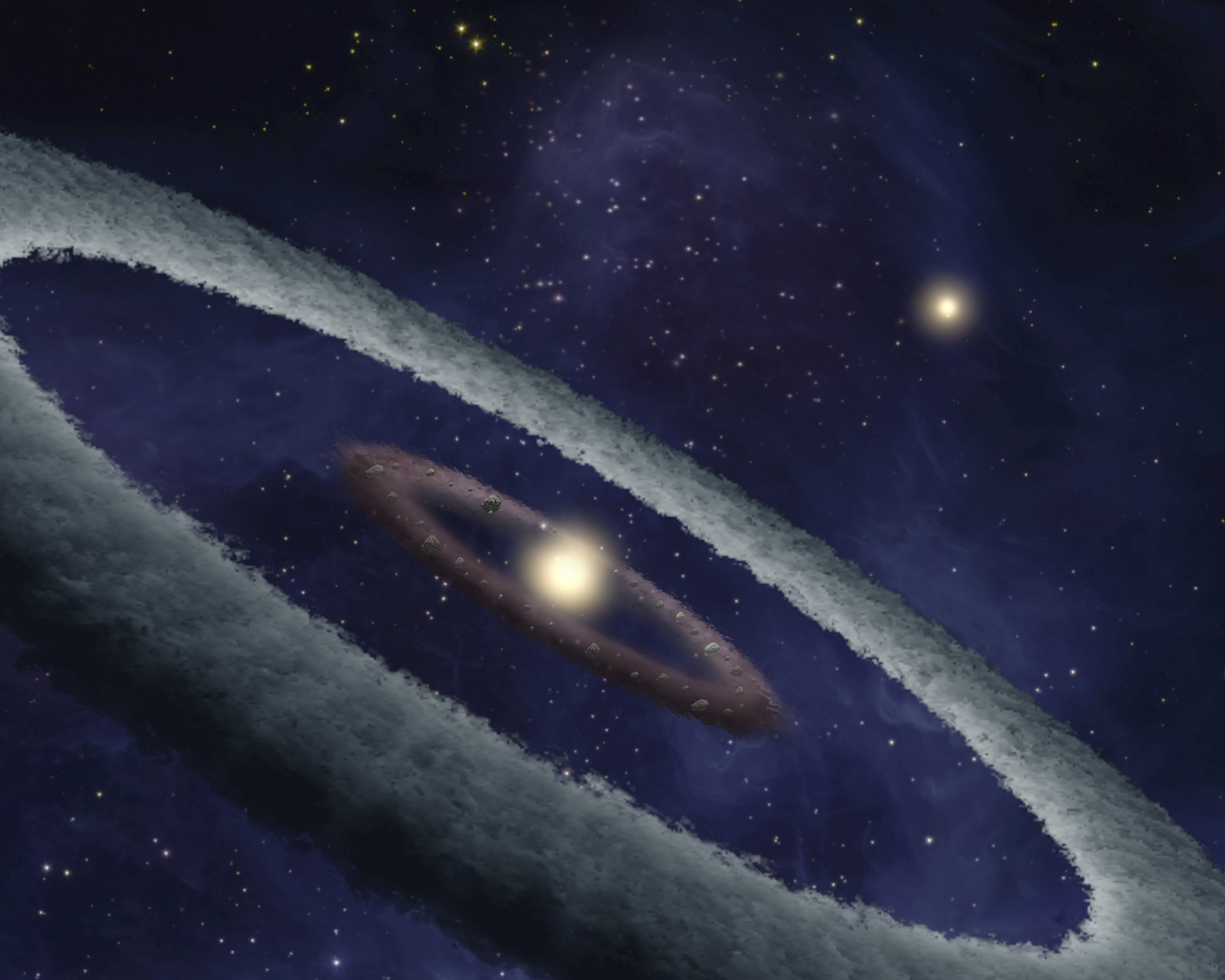
Impresión artística del disco protoplanetario que rodea a HD 113766 A.

- Estrella de Krzeminski (V779 Centauri), sistema binario compuesto por una estrella de neutrones (Centaurus X-3) y una caliente gigante azul.
- HR 4523 (HD 102365), estrella binaria a 30,1 años luz, compuesta por una enana amarilla y una enana roja.
- HR 4796 (HD 109573), joven estrella binaria en donde se ha detectado un disco protoplanetario en torno a la estrella principal.
- HD 101930 y HD 114386, ambas enanas naranjas; cada una de ellas alberga un planeta extrasolar.
- HD 113538, tenue enana naranja con dos planetas extrasolares.
- HD 113766, también un sistema binario con un disco caliente de polvo alrededor de una de las estrellas.
- HD 114729, enana amarilla antigua que alberga un sistema planetario.
- HD 116713, estrella de bario de magnitud 5,11.
- HD 131399, sistema de tres estrellas con un exoplaneta, HD 131399 Ab.
- Gliese 438, enana roja a 27,4 años luz de la Tierra.
- Gliese 542 (HD 125072) y Gliese 435 (HD 101581), enanas naranjas situadas a 38,6 y 40,8 años luz respectivamente.
- Estrella de Przybylski (HD 101065), la estrella peculiar más extrema cuyas anomalías químicas aún permanecen sin explicación.
- GJ 3770 (WD 1310-472), tenue enana blanca muy fría y antigua.

## Objetos de cielo profundo

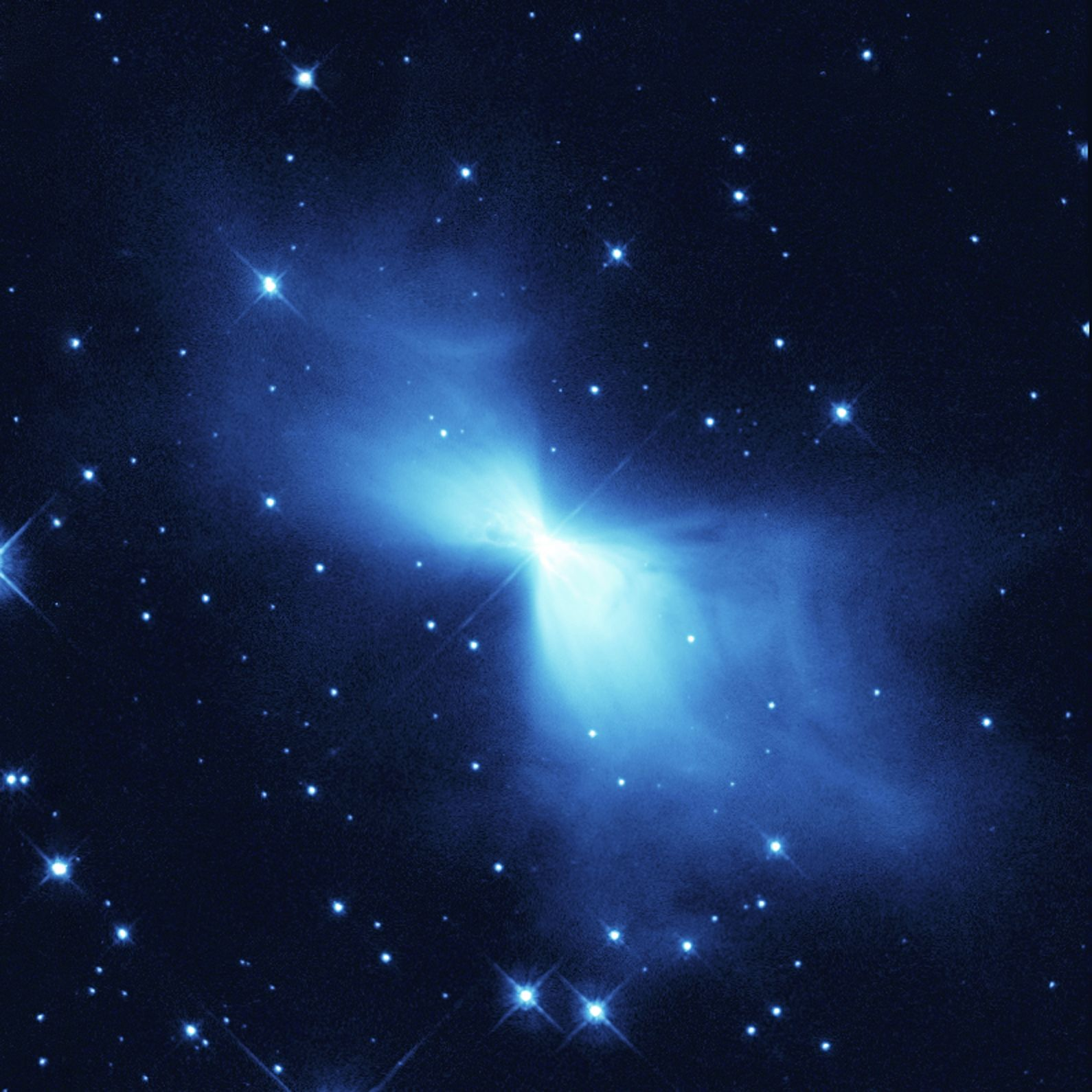
Nebulosa Boomerang, protonebulosa planetaria distante unos 5000 años luz.

### Cúmulos y nebulosas
- NGC 3766, también conocido como el "Cúmulo de la Perla", es un cúmulo abierto descubierto por Nicolas-Louis de Lacaille en 1752.
- NGC 3918, nebulosa planetaria de magnitud 8,1. Posee una envoltura exterior aproximadamente esférica y se encuentra a unos 3000 años luz de distancia.
- NGC 5307, nebulosa planetaria distante unos 10 000 años luz, de magnitud 11,2. Tiene una estructura en molinete o espiral muy simétrica.
- Omega Centauri (NGC 5139). Ascensión Recta: 13h 26m 48.0s Declinación: -47°29'00" (Época 2000). Cúmulo globular visible al simple vista como un parche difuso, espectacular con telescopios pequeños y binoculares. Orbita la Vía Láctea y es uno de los cúmulos globulares más grandes y brillantes asociados a nuestra galaxia. Contiene varios millones de estrellas de población II con una edad de 12 millones de años.
- IC 2944 es un cúmulo abierto con una nebulosa de emisión asociada.
- Nebulosa Boomerang, protonebulosa planetaria cuya temperatura de 1 K la convierte en el objeto conocido más frío del universo.
- Muy próximo a Alfa Centauri está RCW 86, resto de la supernova SN 185.
- Restos de supernova SNR G292.0+01.8, Kesteven 17 y SNR G306.3-00.9; el primero, distante 6000 pársecs, contiene al complejo púlsar PSR J1124-5916.

### Galaxias

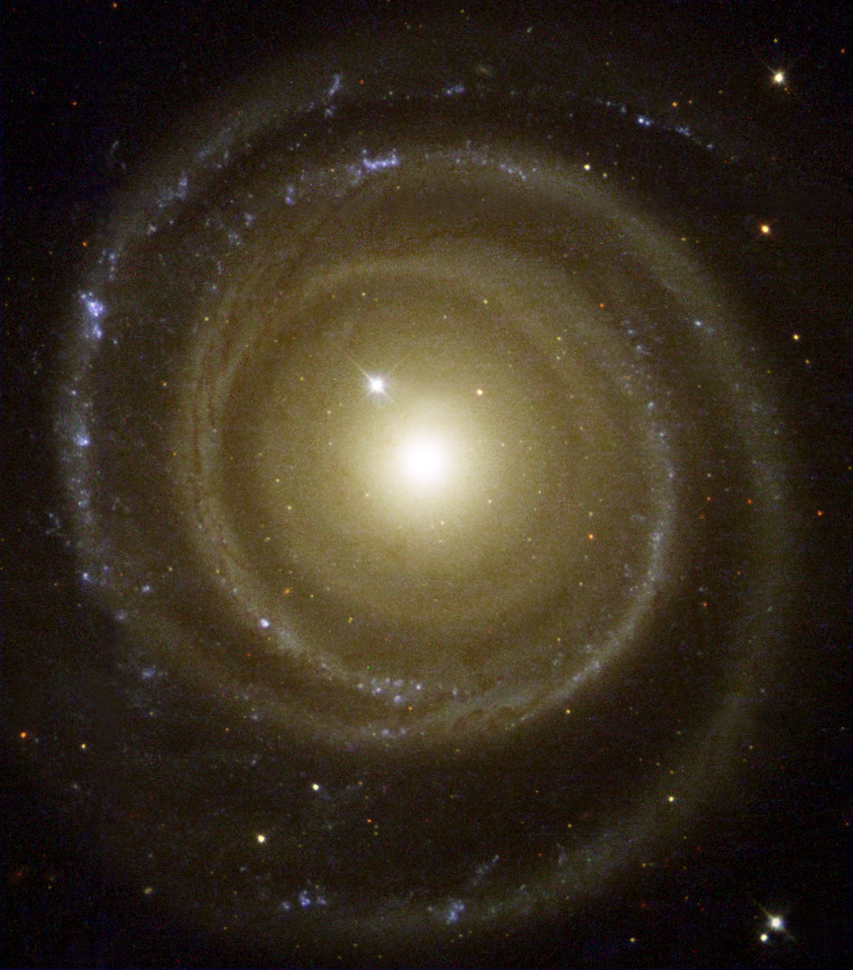
Imagen de NGC 4622 obtenida con el telescopio espacial Hubble.

- NGC 4603, galaxia espiral a 107 millones de años luz que forma parte del cúmulo de Centauro.
- NGC 4622, galaxia espiral no barrada vista de frente. Tiene una estructura de anillo muy prominente y se encuentra a 111 millones de años luz de distancia.
- NGC 4650A, galaxia anular polar de magnitud 13,9.
- NGC 4696, galaxia elíptica y el miembro más brillante del cúmulo de Centauro. Se sitúa a 116 millones de años luz de la Tierra.
- NGC 4945. Descubierta por James Dunlop en 1826, es una de las galaxias más brillantes del grupo Centaurus A/M83. Se encuentra a 12,1 millones de años luz  de distancia.
- Centaurus A (NGC 5128). AR: 13h 25m 30.0s Dec: -43°01'00" (Época 2000). Galaxia lenticular distante 14 millones de años luz aproximadamente. Es una de las radiogalaxias más cercanas a la Tierra, por lo que su núcleo galáctico activo ha sido ampliamente estudiado por astrónomos profesionales. Es, con magnitud 6,9, la quinta galaxia más brillante del cielo.[51]
- NGC 5253. AR: 13h 39m 54.0s Dec: -31°39'00" (Época 2000). Galaxia irregular descubierta por John Frederick William Herschel el 15 de marzo de 1787. Forma parte del subgrupo M83 dentro del grupo Centaurus A/M83.
- NGC 5408. Galaxia irregular ubicada a unos 15,7 millones de años luz.

## Mitología

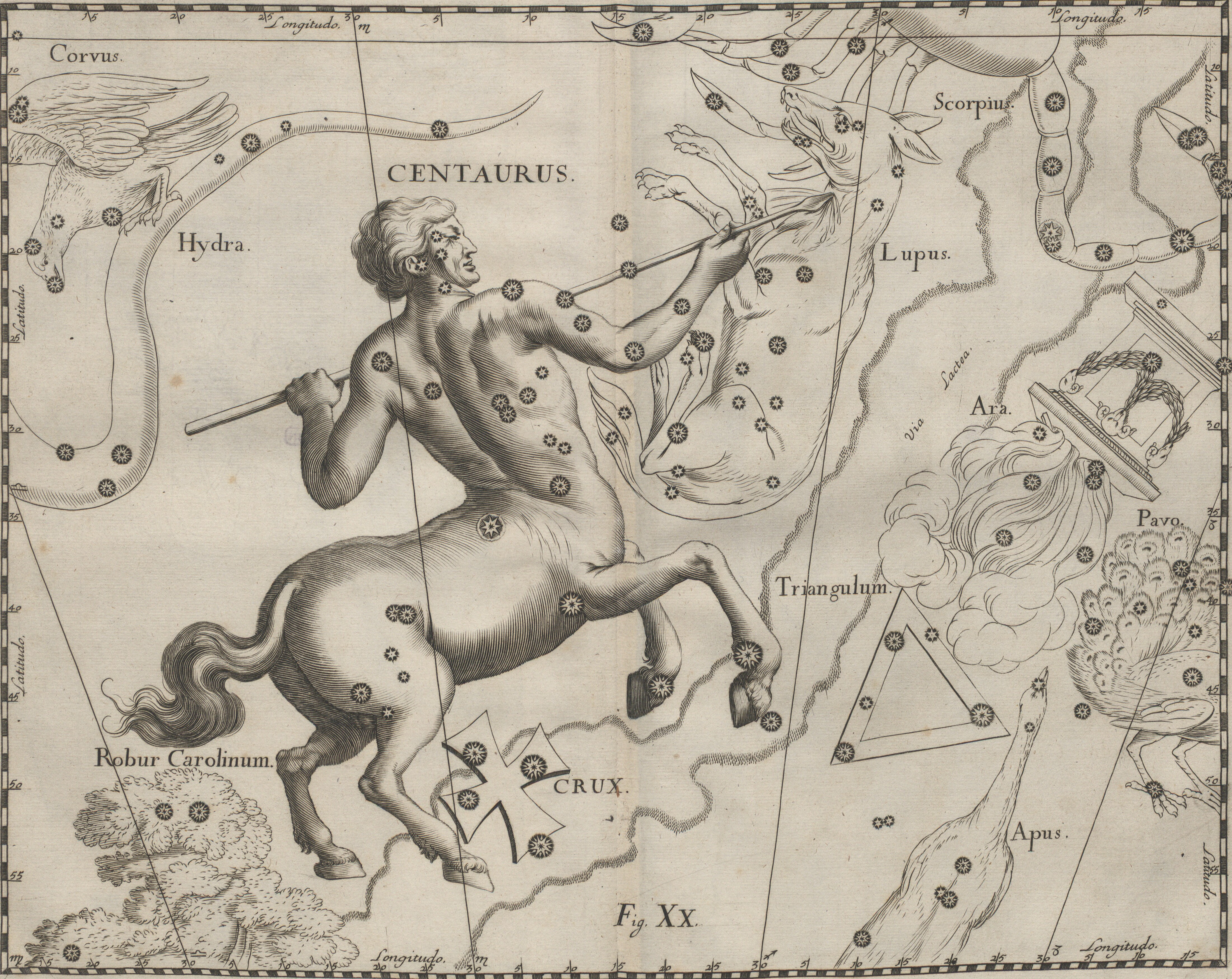
Representación de personaje mitológico Kentauros, superpuesto a la constelación Centaurus.

Esta constelación era conocida en acadio como Habasiranu y en sumerio como EN.TE.NA.BAR.HUM. El catasterismo del Centauro, según la mitología griega, y en boca de Eratóstenes, dice que se trata de Quirón, el que moraba en el monte Pelio, que aventajó en justicia a todos los hombres y educó a Asclepio y Aquiles. Según se cree, Heracles acudió hasta él movido por el amor, y convivió con él en su caverna dando honra a Pan. Es el único de los centauros al que no mató, sino que lo escuchaba, según afirma Antístenes el socrático en el Heracles. Llevaban juntos bastante tiempo cuando una flecha se cayó de su carcaj y dio en el pie de Quirón. Muerto él de esta forma, Zeus lo situó entre los astros en atención a su piedad e infortunio. En sus manos, cerca del Altar, se halla la Bestezuela, y parece que la acerca a aquél con intención de sacrificarla, lo cual es la mayor muestra de su piedad. Tiene también en las manos a la llamada Bestezuela, cuya figura pintan alargada. Algunos dicen que es un odre de vino, con el que hace una libación en honor a los dioses sobre el Altar. La tiene en la mano derecha, mientras en la izquierda sostiene un tirso. Otros han dicho que es Folo el Centauro, que era más hábil en augurios que el resto. Por eso, por voluntad de Júpiter, se le representaba llegando al altar con una víctima.